# Natasa Dusev-Janics
Natasa Dusev-Janics (n. 24 iunie 1982, Bačka Palanka, RS Serbia, RSF Iugoslavia) este o caiacistă ce a reprezentat Republica Federală Iugoslavia, medaliată olimpică. A participat la 5 ediții ale Jocurilor Olimpice (2000, 2004, 2008, 2012, 2016) în care a câștigat 3 medalii de aur și două medalii de argint.